# 헤나

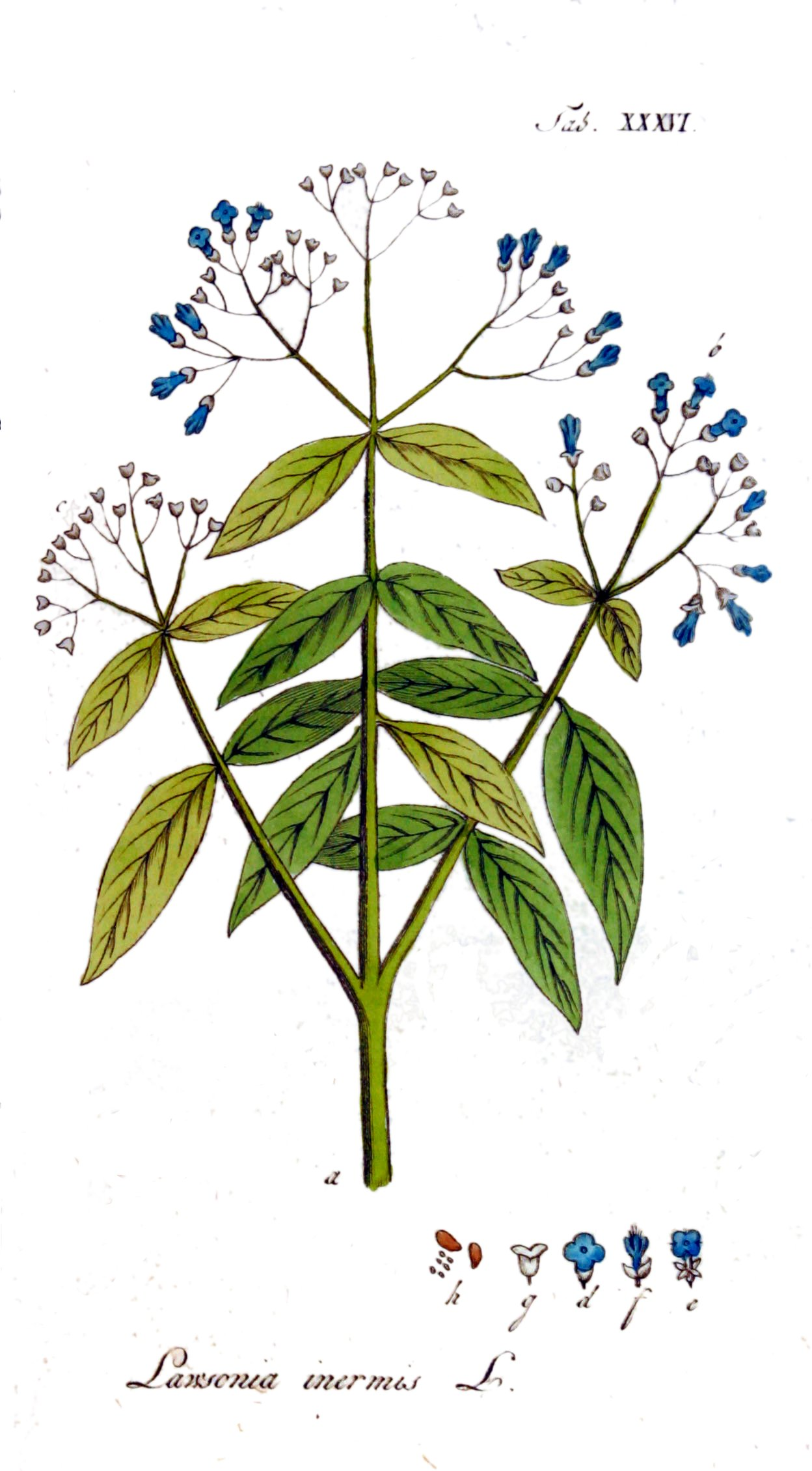
헤나 식물.

헤나(henna)는 속씨식물이자 Lawsonia속에 속하는 유일한 종이다.

## 염료
이 나무의 잎과 잎꼭지에서 추출한 염료를 머리 염색이나 일시적 문신에 사용하고 있다. 헤나로 하는 문신은 멘디라고 부른다.